# 與神同行
《與神同行》（韓語：신과함께）由韓國漫畫家周浩旻（주호민）所著的韓國漫畫作品。他重新詮釋並賦予韓國傳統民間故事、神靈新的現代意義。共分為3部曲〈陰曹地府篇〉（저승편）、〈陽間篇〉（이승편）、〈神話篇〉（신화편）。
之後陸續推出延伸改編作品。2011年於日本青年漫畫雜誌YOUNG GANGAN上連載由三輪ヨシユキ負責作畫的重製版。
2017年6月14日於LINE Webtoon重新進行連載。同年12月20日於韓國上映同名改編電影。

## 劇情簡介
講述主角死後在三名死神的引領護送下，前往陰間接受七大閻君審判的故事。

## 登場人物
金自鴻（ / 日：金子洪）

江林公子（ / 日：降臨童子）

日直陰差 解怨脈

月直陰差 李德春

陳季函
律師。

## 出版書籍
台灣收藏版
| 冊數 | 水靈文創      | 水靈文創               |
| 冊數 | 發售日期      | ISBN                   |
| ---- | ------------- | ---------------------- |
| 8    | 2018年8月16日 | ISBN 978-9-8696-6740-1 |

日本重製版
| 冊數 | SQUARE ENIX   | SQUARE ENIX            |
| 冊數 | 發售日期      | ISBN                   |
| ---- | ------------- | ---------------------- |
| 1    | 2012年7月25日 | ISBN 978-4-7575-3678-4 |
| 2    | 2013年1月25日 | ISBN 978-4-7575-3867-2 |
| 3    | 2013年8月24日 | ISBN 978-4-7575-4051-4 |
| 4    | 2014年7月25日 | ISBN 978-4-7575-4366-9 |

## 改編電影
- 《與神同行》- 2017年12月20日上映（韓國）。
- 《與神同行：最終審判》- 續集、2018年8月1日上映（韓國）。

## 外部連結
- 與神同行-NAVER官網 （页面存档备份，存于）